# Hyperythra lutearia
Hyperythra lutearia är en fjärilsart som beskrevs av Herrich-Schäffer 1856. Hyperythra lutearia ingår i släktet Hyperythra och familjen mätare. Inga underarter finns listade i Catalogue of Life.